# Йоанис Аргиропулос
Йоанис Аргиропулос (на гръцки: Ιωάννης Αργυρόπουλος) е гръцки лекар, общественик и деец на Гръцката въоръжена пропаганда в Западна Македония.

## Биография
Роден е в 1852 година в костурското гръцко село Богатско, тогава в Османската империя, днес в Гърция, в семейството на Константинос (Котулас) Бурдас. Основно образование получава в Богатско, а по-късно заминава за Атина при брат си Аргирос, където учи медицина в университета. Баща му е убит в Плевен и издръжката му се поема от по-големия му брат Аргирос. В знак на признателност към брат си Йоанис сменя фамилията си от Бурдас на Аргиропулос. Сестра му Катерина се жени за богатчанина Димитриос Цуркас, баща на основателя на „Македоники Зои“ Клеовулос Цуркас (1898 – 1972).
В медицинския факултет Аргиропулос е асистент на горенчанина професор хирург Йоанис и специализира патология и акушерство. След завършването си заминава за Цариград, където брат му, завършил обучението си, е назначен за главен дворцов художник. Йоанис получава разрешително за практикуване на медицинска професия и в 1874 година отваря хирургически кабинет в квартал Балата.
В Цариград започва да пише в гръцкия патриотичен вестник „Неологос“. Става член на Македонското братство, където членове клисурци го убеждават да премести практиката си в костурската влашка паланка Клисура.
В 1886 се жени за клисурчанката Аспасия П. Папапетру, с която има петима сина Константинос (1887 – 1984), Харилаос (1891 – 1952), Георгиос (1898 – 1969), Милтиадис (1900 – 1978) и Димитриос (1904 – 1937) и една дъщеря – Ифигения.
В Клисура Аргиропулос се включва активно в дейността на гръцкия революционен комитет, насочена срещу българските чети и появилата се в градчето румънска пропаганда с установяването в Клисура на учителя Апостол Маргарит в 1855 година. Става член на Неа Филики Етерия, привлечен от основателя ѝ Анастасиос Пихеон и Николаос Филипидис. Подпомага преноса на оръжие, въоръжената подготовка на гръцките чети и събира разузнавателна информация за българските и турските действия. Предаден от Маргарит, през януари 1888 година, Аргиропулос е арестуван и затворен с още 15 клисурчани първоначално в Костур, по-късно в Лерин и накрая в Битоля. На 20 юли 1888 година в Битоля започва процес срещу Аргиропулос, на който той е оправдан.
Румънските дейци около Маргарит, кмета Анастас (Ташула) Стефики и учителя Георги Папа продължават да се опитват да вкарат Аргиропулос в затвора. Основни поддръжници на елинизма в Клисура са Йоанис Вадраханис, Николаос и Янакис Неса, Ташулас Пиндос, Георгиос Пацас и Георгиос Леку. Румънската партия, начело с поп Николау Попеску (Папафлесас), брат на архимандрит Вениамин Попеску, се опитва да овладее църквата „Свети Димитър“ и след сблъсъци властите разрешават в „Свети Николай“ да се чете поред на гръцки и на румънски. При сблъсъците Аргиропулос на няколко пъти е арестуван.
В 1892 година Аргиропулос пътува до Плевен и Бургас, където посещава клисурчаните братя Безис, и Цариград. След завръщането си продължава борбата с румънската пропаганда. Влиза в контакт с Йон Драгумис и митрополит Германос Каравангелис. Пише меморандум до гръцкото правителство, в който описва опасността от българизация на Македония. Меморандумът е публикуван и в резултат Аргиропулос е отново арестуван. Пред властите той се защитава като обяснява, че гърци и турци имат общ враг – българите.
След падането на Клисура в български ръце на 23 юли 1903 година по време на Илинденско-Преображенското въстание от жената на Аргиропулос са искани пари и оръжие, а Аргиропулос, който е на бани в Лъгадина, бързо се връща в града. След оттеглянето на българските чети, Аргиропулос е в делегацията, която моли Али паша да не унищожава Клисура. Османските части се установяват в градчето и от него нападат съседните български села – Загоричани, Бобища, Олища, Мокрени.
След въстанието в Клисура заедно с Каравангелис планират действия за връщане на българските села към Патриаршията. Аргиропулос се среща с проучвателната гръцка офицерска чета на Александрос Кондулис, Георгиос Колокотронис, Анастасиос Папулас и Павлос Мелас. През зимата нова проучвателна чета на Йоанис Аврасоглу и още двама офицери се среща с него и обсъжда възможностите за навлизане на гръцки чети в Македония.
През декември 1904 година Каравангелис заклева гръцкия комитет, на който има делегати от Лошница, Лехово, Влашка Блаца и Емборе. Председател на комитета става Аргиропуос, секретар учителят Георгиос К. Кяндос, касиер Константинос С. Вуцияс и съветник Георгиос Й. Пацас. Помощни членове са Ташулас и Николаос Пиндос и Николаос Манос. Аргиропулос подпомага капитаните Вангел Георгиев, Георгиос Цондос, Димитриос Станкас.
След Загоричанското клане Аргиропулос е арестуван като морален подбудител, но синът му успява да изгори кореспонденцията с андартските капитани. С помощта на 200 златни лири подкуп на Али бей от Ляпчища, присъсата на Аргиропулос е само заточение. През юни 1905 година е освободен и се установява в Солун, където отваря кабинет и сътрудничи на консула Ламброс Коромилас. В 1905 година Никола Андреев отвлича негов роднина. В Солун лекува четници на Йоанис Каравитис и продължава да поддържа гръцкото революционно дело.
Връща се в Клисура в 1909 година след амнистията. По време на Балканската война в 1912 година капитаните Димитриос Станкас и Андреас Панайотопулос издигат над църквата „Свети Николай“ гръцко знаме и обявяват революционен комитет, начело с Аргиропулос. На 2 ноември турска част минава през Клисура, ограбва и изгаря магазините и убива 12 души. След освобождението Аргиропулос успява да издейства районният съд и полицейският участък да са в Клисура, а не в Лехово, както е планирано.
Аргиропулос се заразява от тиф в Загоричани в 1919 година и умира в 1920 г. Обявен е за агент от ІІ клас на така наречената Македонска борба.